# توم غورملي
توم غورملي (بالإنجليزية: Tom Gormley)‏ هو لاعب كرة قدم أمريكية أمريكي، ولد في 9 أغسطس 1891 في بريدجبورت في الولايات المتحدة، وتوفي في 24 يوليو 1951 في واشنطن العاصمة في الولايات المتحدة.